# 몰도바 소비에트 사회주의 공화국의 국기

몰도바 소비에트 사회주의 공화국의 국기

몰도바 소비에트 사회주의 공화국의 국기 (뒷면)

몰도바 소비에트 사회주의 공화국의 국기는 1952년에 제정되어 1990년까지 사용되었다. 빨간색 바탕 가운데에는 초록색 가로 줄무늬가 그려져 있으며, 깃대 왼쪽 상단에는 노란색 별과 낫과 망치가 그려져 있다.
1941년부터 1952년까지는 빨간색 바탕 왼쪽 상단에 노란색 낫과 망치가 그려져 있으며 그 위에 키릴 문자 "РССМ"이 새겨진 형태의 국기를 사용했다. 현재는 트란스니스트리아의 국기로 사용되고 있다.

## 이전 국기

몰도바 자치 소비에트 사회주의 공화국의 국기 (1925년-1932년)
몰도바 자치 소비에트 사회주의 공화국의 국기 (1938년-1940년)
몰도바 소비에트 사회주의 공화국의 국기 (1941년-1952년)

## 같이 보기
- 소련의 국기
- 소련의 공화국의 국기
- 몰도바의 국기
- 트란스니스트리아의 국기